# سمامة الشجر المشوربة
سمامة الشجر المشوربة (الاسم العلمي Hemiprocne comata)، طائر من سمامة الشجر وفصيلة سماميات الشجر. أعطانه ماليزيا وبروناي وإندونيسيا وسنغافورة والفلبين وتايلاند وبورما. موائله الطبيعية المناطق الاستوائية والشبه الاستوائية، يعيش في الغابات الرطبة وغابات الأيكة (المانغروف) والغابات الجبلية.